# عشتروت
عشتروت أو عشترة أو عشتارة (Astarte) هي إلهة الخصب والحب والحرب لدى الفينيقيين والكنعانيين. ويطلق عليها البابليون عشتار، وتانيت لدى قرطاجيين و النوميديين  وأفروديت وهيرا وسيبل لدى الإغريق.
ويعتقد أنه من عشتار إلهة الحب والحرب الأكادية، اشتقت عشتروت (عشتارة أو عشترة) إلهة الخصوبة والحب والحرب، وعشيرة (أشيرا، أثيرة، إيلات) الإلهة الأم، سيدة الأموريين والكنعانيين، والتي منها اشتق عشتر أو عثتر إله الري، ومن عشتروت كذلك اشتق عتر إلهة الآراميين وزوجة حدد، التي وجد لها آثار في البتراء في الأردن. كانت تلقب ملكة السماء

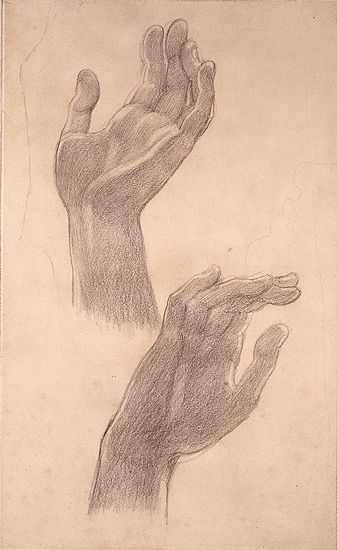
يد عشتروت (تمرين)، دانتي 1876-1877